# 가행복
《가행복》(프랑스어: Le Bonheur, 일본어: かりそめの幸福)은 1934년 개봉한 프랑스의 흑백 로맨스 영화이다. 앙리 베른스탱이 쓴 동명의 희곡을 바탕으로 만들어졌다. 감독은 마르셀 레르비에이고, 샤를 부아예, 가비 모를레, 미셸 시몽이 출연했다. 과격 아나키스트 운동가와 인기 여배우의 사랑을 다루고 있다.
일제강점기 배경의 대한민국 소설 《김약국의 딸들》에서 이 영화가 '카리소메노 행복'이란 번역제로 언급된다.

## 줄거리
무정부주의자 필립 루처는 유명 배우 클라라 스튜어트를 총으로 쏘지만, 그녀는 가벼운 부상만 입는다. 클라라는 그의 동기를 궁금해하고, 변호하면서 그를 돕지만, 필립은 그녀의 동정을 거부한다. 18개월의 수감 생활 후, 그들은 다시 만나 사랑에 빠진다. 하지만 필립은 클라라의 진심을 의심하고, 그들의 삶을 바탕으로 한 클라라의 영화를 보게 되면서 그녀를 떠난다. 그는 어둠 속에서 스크린 속 클라라를 보며 그들의 사랑이 계속될 것이라고 다짐한다.

## 출연
- 샤를 부아예
- 가비 모를레
- 폴레트 뒤보스트
- 미셸 시몽
- 자크 카틀랭
- 장 툴루